# Tossal Raner
El Tossal Raner és una muntanya de 340 metres que es troba al municipi de Preixana, a la comarca catalana de l'Urgell.